# Ösztrogénreceptor β
Az ösztrogénreceptor β (ERβ), más néven NR3A2 (magi receptor 3. alcsalád, A csoport, 2. tag) egyike a két fő ösztrogénreceptor-típusnak. Az ERβ-t az ESR2 gén kódolja.

## Funkció
Az ERβ az ösztrogénreceptorok családjának és a magireceptor-transzkripciós faktorok szupercsaládjának tagja. A gén terméke N-terminális DNS-kötő domént és C-terminális ligandumkötő domént tartalmaz, és megtalálható a sejtmagban, a citoplazmában és a mitokondriumokban. A 17-β-ösztradiolhoz, ösztriolhoz vagy hasonló ligandumokhoz kötve a kódolt fehérje homodimert vagy az ösztrogénreceptor α-val együtt heterodimert alkot, mely bizonyos DNS-részletekkel kölcsönhat a transzkripció aktiválásához. Egyes izoformák dominánsan inhibeálják más ösztrogénreceptorok aktivitását. Több alternatív splicinggal keletkező transzkriptum ismert, de egyesek viselkedése teljes hosszukban nem teljesen ismert.
Az ERβ gátolhatja a sejtproliferációt, szaporítószövetben az ERα-val ellentétes hatása lehet. Az ERβ fontos lehet ezenkívül a tüdő adaptív funkciójában is terhesség alatt.
Az ERβ fontos tumorszupresszor, és fontos számos ráktípus, például a prosztata- és a petefészekrákban.

### Tejmirigyek
Az ERβ-knockout egerek normál tejmirigyfejlődést mutatnak, és képesek a megfelelő szoptatásra. A felnőtt egerek tejmirigyei az azonos korú vad típusúakéitól megkülönböztethetetlenek. Ez az ERα-knockouttal ellentétes, ahol a tejmirigyfejlődés teljes hiánya jelentkezik az ivarérettség körül. A szelektív ERβ-agonista ERB-041 petefészek nélküli nem ivarérett nőstény patkányoknak beadva nem mutat megfigyelhető hatást a tejmirigyekben, vagyis az ERβ nem mammotróf.
Bár a tejmirigyek fejlődéséhez nem szükséges ERβ, érintett lehet a terminális differenciációban a terhesség során, és a mellepitélium elrendeződésében és differenciációjában is szükséges lehet. Idős nőstény ERβ-knockout egerekben emlőciszta alakul ki, mely posztmenopauzás masztopátiához hasonlít, ez vad típusú egérben nem alakul ki. Azonban ERβ-knockout egerekben nemcsak az ERβ-jelzés hiányzik, hanem a progeszteronkitettség is a corpora lutea hiányos kialakulása miatt. Ez a korábbi eredmények és a tejmirigy-ERβ-jelzés összekapcsolását nehezíti.
A diarilpropionitril (DPN) szelektív ERβ-agonizmusa a propilpirazoltriol (PPT) szelektív ERα-agonizmusának proliferatív hatásait csökkenti petefészek nélküli postmenopausalis nőstény patkányokban. Ugyanígy az ERβ túlexpressziója lentivírus-fertőzés hatására csökkenti az emlőproliferációt. Az ERα-jelzés hatásai jellemzően proliferatívak a normál mell és a mellrák sejtvonalaiban, míg az ERβ hatásai általában antiproliferatívak. Azonban bizonyos sejtvonalakban az ERβ proliferatív hatásokkal rendelkezik.
Az ERα- és ERβ-expresszió a tejmirigyekben a menstruációs ciklus során változik, és petefészek nélküli patkányban is megfigyelték. Míg a tejmirigy ERα-expressziója rhesusmakákókban az ösztradiolszint növekedésekor csökken, az ERβ-é nem. A tejmirigyekben az ERα és az ERβ expressziója az élet során is változik nőstény egerekben. A tejmirigy ERα-expressziója magasabb, ERβ-expressziója alacsonyabb fiatalabb, az ERα-expresszió alacsonyabb, az ERβ-expresszió magasabb idősebb, valamint életképes embriójú nőstényekben. Az emlőproliferáció és az ösztrogénszenzitivitás magasabb fiatal, mint idős vagy életképes embriójú nőstényekben, különösen a tejmirigyfejlődés során.

## Szöveti eloszlás
Az ERβ-t számos szövet, például a méh, a monociták, a szöveti makrofágok, a vastagbél, a tüdő epitél sejtjei, a prosztataepitélium és ezek malignus párjai is. Ezenkívül ERβ található az agyban neuroncsoportonként eltérő koncentrációban. A normál mellepitélium erősen expresszál ERβ-t, ez csökken a rák előrehaladtával. Minden mellrákaltípus expresszál ERβ-t. Az ERβ-expresszióval kapcsolatos vita gátolta annak tanulmányozását, de erősen szenzitív monoklonális antitesteket hoztak létre és ellenőriztek ezek megoldására.

## ERβ-eltérések
Az ERβ-funkció számos cardiovascularis célponthoz, például az ATP-kötő kazettatranszporter A1-hez (ABCA1) és az apolipoprotein A1-hez (ApoA-1) kapcsolódik. A polimorfizmus befolyásolhatja az ERβ-funkciót, és postmenopausalis nőkben más választ okozhat hormonpótló terápia esetén. ERβ-val kapcsolatos gének expressziója összefügghet az autizmus-spektrumzavarral.

## Betegségek

### Cardiovascularis betegség
Az ERβ-mutációk befolyásolhatják a szív legnagyobb részét alkotó kardiomiocitákat, növelve a cardiovascularis betegség (CVD) kockázatát. A pre- és postmenopausalis nők CVD-prevalenciája eltér, ennek oka az ösztrogénszint. Atámoa ERβ-receptor van a génexpresszió és az egészség szabályzásához, de a 17βE2 természetes ösztrogén kötése specifikusan javítja a szívmetabolizmust. A szív sok energiát használ ATP-ként a megfelelő vérkeringés és a fiziológiai szükségletek fenntartásához, és a 17βE2 a myocardialis ATP-szintek és a légzési funkciók javításával segít.
Ezenkívül a 17βE2 befolyásolhatja a myocardialis jelzőutakat és stimulálhatja a miocita-regenerációt, gátolva azok halálát. Az ERβ-jelzőút fontos a vasodilatióban és az arterialis dilatióban is, hozzájárulva az egészséges pulzushoz és a vérnyomáscsökkenéshez. Ez növelheti a miociták egészségéhez fontos endotél funkciót és artériás perfúziót. Így a jelzőutak ERβ-mutáció okozta megváltozása fiziológiás stressz miatti miocitahalált okoznak. Bár az ERα szerepe jelentősebb a regenerációban miociták halála után, az ERβ segíthet az endotél progenitorsejtek aktivációjának és a későbbi szívműködés növelésével.

### Alzheimer-kór
A genetikai ERβ-eltérés nemtől és kortól függ, és az ERβ-polimorfizmus gyorsíthatja az agy öregedését, a kognitív hanyatlást és az AD tüneteinek megjelenését. A CVD-hez hasonlóan a postmenopausalis nők hajlama Alzheimer-kórra nagyobb az ösztrogénszint-csökkenés miatt, mely befolyásolja a hippocampus öregedését, a neuronok túlélését és regeneratióját, valamint az amiloid-anyagcserét. Az ERβ-mRNS erősen expresszálódik a hippocampusban. Ez növeli a neuronok túlélését, és segít a neurodegeneratív betegségek, például az AD ellen. Az AD-t összefüggésbe hozták az amiloid-béta (Aβ) növekedésével. Bár megfelelő koncentrációja az egészséges működéshez szükséges, a túl nagy kognitív hanyatlást okoz. Így az ERβ az Aβ szintjét a β-amiloid-prekurzor kezelésével befolyásolja. Az ERβ erősíti az inzulinbontó enzimet (IDE), segítve a β-amiloid bomlását, ha növekszik a szintje. Azonban AD esetén az ERβ-hiány csökkenti a bomlást, növelve a plakkok számát.
Ezenkívül az ERβ fontos az APOE szabályzásában, mely a sejtek közt lipideket újraosztó AD-kockázatitényező. Az APOE-expressziót a hippocampusban a 17βE2 specifikusan szabályozza, befolyásolva a tanulást és a memóriát AD esetén. Így az ERβ-célzott ösztrogénterápia megakadályozhatja az AD-t a menopauza előtt vagy kezdetekor. Az ERα–ERβ kölcsönhatások antagonisztikus műveleteket okozhatnak, így egy ERβ-célzott módszer növelheti a terápiás idegi válaszokat az ERα-tól függetlenül. Az ERβ férfiakban és nőkben is használható a plakk-képződés szabályzásához.

## Neuroprotektív hatás

### Szinaptikus erősség és plaszticitás
Az ERβ-szintek meghatározhatják idegszerkezeti változtatásokkal a szinaptikus erősséget és a neuroplaszticitást. Az endogén ösztrogén szintjének változása megváltoztatja a hippocampus dendritszerkezetét, ez érinti az idegi jelzést és a plaszticitást. Az alacsonyabb ösztrogénszint csökkenti a dendritek számát, nem megfelelő jelzést okozva és gátolva az agyi plaszticitást. Azonban 17βE2-kezeléssel ez visszafordítható, lehetővé téve a hippocampus szerkezetének módosítását. A dendritszerkezet és a hosszútávú potenciáció (LTP) közti kapcsolat révén az ERβ erősítheti az LTP-t, növelve a szinaptikus erősséget. Ezenkívül a 17βE2 elősegíti a neurogenezist a hippocampusban, a szubventrikuláris zónában és a fogas gyrusban. Az ERβ a progenitor sejtek proliferációját növeli az új neuronok létrehozásához, ez tovább növelhető később 17βE2-kezeléssel.

## Ligandumok

### Agonisták

#### Nem szelektív
- Endogén ösztrogének (például ösztradiol, ösztron, ösztriol, ösztetrol)
- Természetes ösztrogének (például konjugált ösztrogének)
- Szintetikus ösztrogének (például etinilösztradiol, dietilsztilbesztrol)

#### Szelektív
Az ERβ ERα-nál nagyobb affinitású agonistái például:
- 20-Hidroxiekdizon (ekdiszteron, 20-HE, 20-E) — fitoekdiszteroid[33]
- 3β-Androsztándiol (3β-diol) – endogén
- 8β-VE2
- AC-186
- Apigenin – fitoösztrogén[34]
- Daidzein – fitoösztrogén[34]
- DCW234
- Dehidroepiandroszteron (DHEA) – endogén
- Diarilpropionitril (DPN)
- ERB-79 és aktív enantiomerje, az ERB-26
- ERB-196 (WAY-202196)
- Erteberel (SERBA-1, LY-500307)
- FERb 033 – 62-szer nagyobb ERβ-affinitása az ERα-affinitásnál[35]
- Genistein – fitoösztrogén; 16-szor nagyobb ERβ-affinitása az ERα-affinitásnál[34]
- Likviritigenin (Menerba) – phytoestrogen[34]
- Penduletin – phytoestrogen[34]
- Prinaberel (ERB-041, WAY-202041)
- S-Ekvol ((S)-4',7-izoflavándiol) – fitoösztrogén; 13-szor nagyobb ERβ-affinitása az ERα-affinitásnál[34]
- WAY-166818
- WAY-200070
- WAY-214156

### Antagonistái

#### Nem szelektív
- Szelektív ösztrogénreceptor-modulátorok (például tamoxifen, raloxifen)[36]
- Antiösztrogének (például fulvösztrant, ICI-164384)

#### Szelektív
Az ERβ ERα-nál nagyobb affinitású antagonistái például:
- PHTPP
- (R,R)-tetrahidrokrizén (R,R.'R)-THC) – nem preferálja az ERα-nál jobban, de annak agonistája, nem antagonistája

## Kölcsönhatások
Az ösztrogénreceptor β az alábbiakkal lép kölcsönhatásba:
- CCND1,[37]
- ESR1[38][39]
- MAD2L1,[39]
- NCOA3,[40][41]
- NCOA6,[42][43]
- RBM39,[44] és
- SRC.[45][46]

## Fordítás
Ez a szócikk részben vagy egészben  az   Estrogen receptor beta című angol Wikipédia-szócikk ezen változatának fordításán alapul.  Az eredeti cikk szerkesztőit annak laptörténete sorolja fel. Ez a jelzés csupán a megfogalmazás eredetét és a szerzői jogokat jelzi, nem szolgál a cikkben szereplő információk forrásmegjelöléseként.